# Kujbyševská přehradní nádrž
Kujbyševská přehradní nádrž popř. Samarská přehradní nádrž (Куйбышевское водохранилище nebo rusky Самарское водохранилище , tatarsky Kuybışev susaqlağıçı) je přehradní nádrž na území Samarské oblasti, Uljanovské oblasti, Tatarstánu, Marijské republiky a Čuvašské republiky v Rusku. Má rozlohu 6450 km². Je 580 km dlouhá (korytem Volhy) a maximálně 30 km široká. Průměrná hloubka je 9 m a maximální 39 m. Má objem 12,9 km³. V červnu v roce 2011 se zde potopila loď Bulgarija. Na pobřeží přehrady bylo 24. prosince 2012 založeno nové město Innopolis.

## Vodní režim
Nádrž na řece Volze za přehradní hrází Žiguljovské vodní elektrárny (dříve Volžská elektrárna V.I.Lenina) byla naplněna v letech 1955 až 57. Podle přírodních podmínek a vodního režimu se dělí na 5 částí (Priplotinnyj tj. U hráze, Centrální, Volžský, Kamský a Čeremšanský). Úroveň hladiny kolísá v rozsahu 6 m. Reguluje sezónní kolísání průtoku. Zdroj vody je převážně sněhový. Zamrzá v listopadu až prosinci a rozmrzá v dubnu, někdy až na začátku května.

### Přítoky
- Civil
- Ileť
- Malá Kokšaga
- Svijaga
- Volha
- Šešma

## Využití
Využívá se pro energetiku, vodní dopravu, zavlažování (10 000 km²) a zásobování. Garantovaná hloubka na Volze i Kamě se zvětšila o 0,9 m. Je zde rozvinuté rybářství (cejni, candáti, štiky, kapři). Na břehu leží města Kazaň, Uljanovsk, Novouljanovsk, Čeboksary, Toljatti, Sengilej, Dimitrovgrad, Čistopol, Zelenodolsk, Volžsk. Nacházejí se tu také rekreační objekty, sanatoria, turistické, lovecké a rybářské chaty. Provozují se zde vodní sporty.